# Günther Haase (Politiker)
Günther Haase (* 6. August 1917  in Saßnitz; † 1991) war ein deutscher Politiker der DDR-Blockpartei CDU. Er war Vorsitzender des Bezirksverbandes Frankfurt (Oder) der CDU.

## Leben
Haase, Sohn eines Reichsbahnsekretärs, besuchte die Volksschule und das Gymnasium. Während des Zweiten Weltkriegs geriet er als Offizier der Wehrmacht in sowjetische Kriegsgefangenschaft.
Nach seiner Entlassung war er zunächst als Bau- und Hilfsarbeiter tätig. Er trat in die CDU ein und wurde CDU-Kreisvorsitzender in Demmin. 1949 fungierte er als Erster Vorsitzender des Kreisausschusses Demmin für Einheit und gerechten Frieden. Ab 1950 war er Vorsitzender des CDU-Kreisverbandes Grevesmühlen und von 1950 bis 1951 stellvertretender Landrat und Kreisrat für Wirtschaft, später Kreisrat für Gesundheits- und Sozialwesen im Kreis Grevesmühlen.
Von 1952 bis 1953 war er Vorsitzender des CDU-Kreisverbandes Ludwigslust und von 1953 bis 1954 stellvertretender Vorsitzender des CDU-Bezirksverbandes Schwerin. Im Frühjahr 1954 wurde er kommissarischer Vorsitzender und war dann von August 1954 bis August 1961 Erster Vorsitzender des CDU-Bezirksverbandes Frankfurt (Oder). Von 1954 bis 1961 war er stellvertretender Vorsitzender des Rates der Stadt Frankfurt (Oder) und von 1954 bis 1963 Abgeordneter des Bezirkstages Frankfurt (Oder). Im Bezirkstag war er Vorsitzender der Ständigen Kommission für Sozial- und Gesundheitswesen. Von 1956 bis 1960 war Haase Nachfolgekandidat des CDU-Hauptvorstandes.
Haase war von 1972 bis 1984 Vorsitzender des Bezirkskomitees Frankfurt (Oder) der Historiker-Gesellschaft der DDR. Haase bat aus gesundheitlichen Gründen um seine Entbindung von der Funktion des Vorsitzenden, blieb aber Mitglied des Präsidiums der Historikergesellschaft. Im Auftrag des Bezirkskomitees der Historikergesellschaft und des Rates der Stadt Frankfurt (Oder) gab er mit Joachim Winkler 1983 einen Aufsatzband über die Brandenburgische Universität Frankfurt heraus.
Haase verstarb 1991 und wurde auf dem Friedhof Rügen-Sassnitz beerdigt.

## Auszeichnungen
- Verdienstmedaille der DDR (1959)
- Hufeland-Medaille (DDR) (1960)